# Gipsgrube Katzenloch
Die Gipsgrube Katzenloch ist ein geschützter Landschaftsbestandteil in der Windsheimer Bucht, der sich über eine Fläche von etwa drei Hektar erstreckt. Sie befindet sich in Bad Windsheim, einer Stadt im mittelfränkischen Landkreis Neustadt an der Aisch-Bad Windsheim. Der geschützte Landschaftsbestandteil liegt am nordwestlichen Rand des Kernortes Bad Windsheim.

## Geographische Lage
Das aus einem Teil bestehende Schutzgebiet liegt im Naturraum Windsheimer Bucht und im Naturpark Steigerwald. Der geschützte Landschaftsbestandteil Gipsgrube Katzenloch befindet sich nordwestlich von Bad Windsheim, südlich von Erkenbrechtshofen. Westlich liegt Wiebelsheim, ein Stadtteil von Bad Windsheim, östlich Külsheim, ein weiterer Stadtteil von Bad Windsheim. Nordwestlich des Naturschutzgebiets liegt der Golfplatz von Bad Windsheim sowie das großflächige Naturschutzgebiet Gräfholz und Dachsberge. Nordöstlich befindet sich der Külsheimer Gipshügel, ein ökologisch wertvolles Naturschutzgebiet, das seltene Arten beherbergt.

## Geotop
Innerhalb des geschützten Landschaftsbestandteils liegt das Geotop „Ehemaliger Gipsbruch Katzenloch bei Bad Windsheim“ mit der Nummer 575A007. Der ehemalige Steinbruch bietet einen ausgezeichneten Einblick in die Schichtenfolge des Grundgipses. Dieses Gestein fand auch im Hausbau Verwendung, wie beispielsweise beim Rathaus in Bad Windsheim, das aus dem unter dem Handelsnamen bekannten „Bad Windsheimer Gips“ errichtet wurde. Das Gelände ist eingezäunt.
Die Geologie des Geotops umfasst die Myophorienschichten, die allgemein geowissenschaftlich von Bedeutung sind. Regionalgeologisch ist das Geotop von besonderer Bedeutung und als wissenschaftliches Referenzobjekt anerkannt. Der Erhaltungszustand ist gering beeinträchtigt. Vergleichbare Geotope in der Region sind selten, mit weniger als fünf vergleichbaren Geotopen. Der geowissenschaftliche Wert des Geotops wird als wertvoll eingestuft.